# ريان عابد
ريان عابد (مواليد 19 يناير 1992) هو لاعب كرة قدم فرنسي محترف يلعب كجناح لنادي هاتاي سبور التركي.